# Beaufort, Savoie
Beaufort, cũng viết là Beaufort-sur-Doron, là một xã thuộc tỉnh Savoie trong vùng Rhône-Alpes ở đông nam nước Pháp. Xã này nằm ở khu vực có độ cao từ 683-2882 mét trên mực nước biển.